# Golestān-e Bālā
Golestān-e Bālā (persiska: كَلِستانِ عُليا, گلستان بالا, كَلِستان, كيَلءستُن, Kalestān-e ‘Olyā) är en ort i Iran.   Den ligger i provinsen Ardabil, i den nordvästra delen av landet, 300 km nordväst om huvudstaden Teheran. Golestān-e Bālā ligger 1 926 meter över havet och antalet invånare är 365.
Terrängen runt Golestān-e Bālā är kuperad åt nordväst, men åt sydost är den bergig. Runt Golestān-e Bālā är det ganska glesbefolkat, med 39 invånare per kvadratkilometer. Närmaste större samhälle är Khalkhāl, 14,3 km söder om Golestān-e Bālā. Trakten runt Golestān-e Bālā består i huvudsak av gräsmarker.